# Wang Lihong (softballistka)
Wang Lihong (chiń. 王麗紅; pinyin Wáng Lìhóng; ur. 22 listopada 1970 w Dunhua) – chińska softballistka występująca na pozycji miotaczki, medalistka olimpijska.
Dwukrotna olimpijka (IO 1996, IO 2000). Wraz z drużyną osiągnęła srebrny medal w Atlancie i zajęła czwarte miejsce podczas igrzysk w Sydney, występując kolejno w siedmiu i trzech spotkaniach. Trzykrotnie zdobyła złoty medal igrzysk azjatyckich (1990, 1994, 1998).
Była trenerką reprezentacji narodowej podczas Letnich Igrzysk Olimpijskich 2008 w Pekinie, gdzie Chinki zajęły szóstą pozycję.